# Glyptocephalus cynoglossus
Espèce
Glyptocephalus cynoglossus, communément appelé Plie  grise ou Plie cynoglosse, est une espèce de poissons marins de la famille des Pleuronectidae.
Comme tous les poissons de cette famille, Glyptocephalus cynoglossus possède un corps aplati asymétrique et ses yeux sont sur un même côté du corps.

## Dénomination
Le nom binomial Glyptocephalus cynoglossus est formé de quatre étymons grecs, correspondant à « Gravée tête chien langue ».
Dans l'est du Canada, on appelle ce poisson Plie grise, Langue, Sole grise ou, plus simplement, Grise. Ses noms anglais sont Witch flounder, Gray sole, Pole flounder, Torbay sole, Craig fluke ou Flet.
En France, on l'appelle Fausse limande, Limande rouge ou Plie cynoglosse.

## Aire de répartition
Des deux côtés de l'Océan Atlantique Nord; du golfe du Saint-Laurent et du sud du Grand Banc jusqu'au large du Cap Hatteras, les larves pélagiques pouvant se rencontrer au nord jusqu'au Détroit de Belle-Isle ; en Islande et du nord de la Norvège à la côte ouest de la France.

## Description

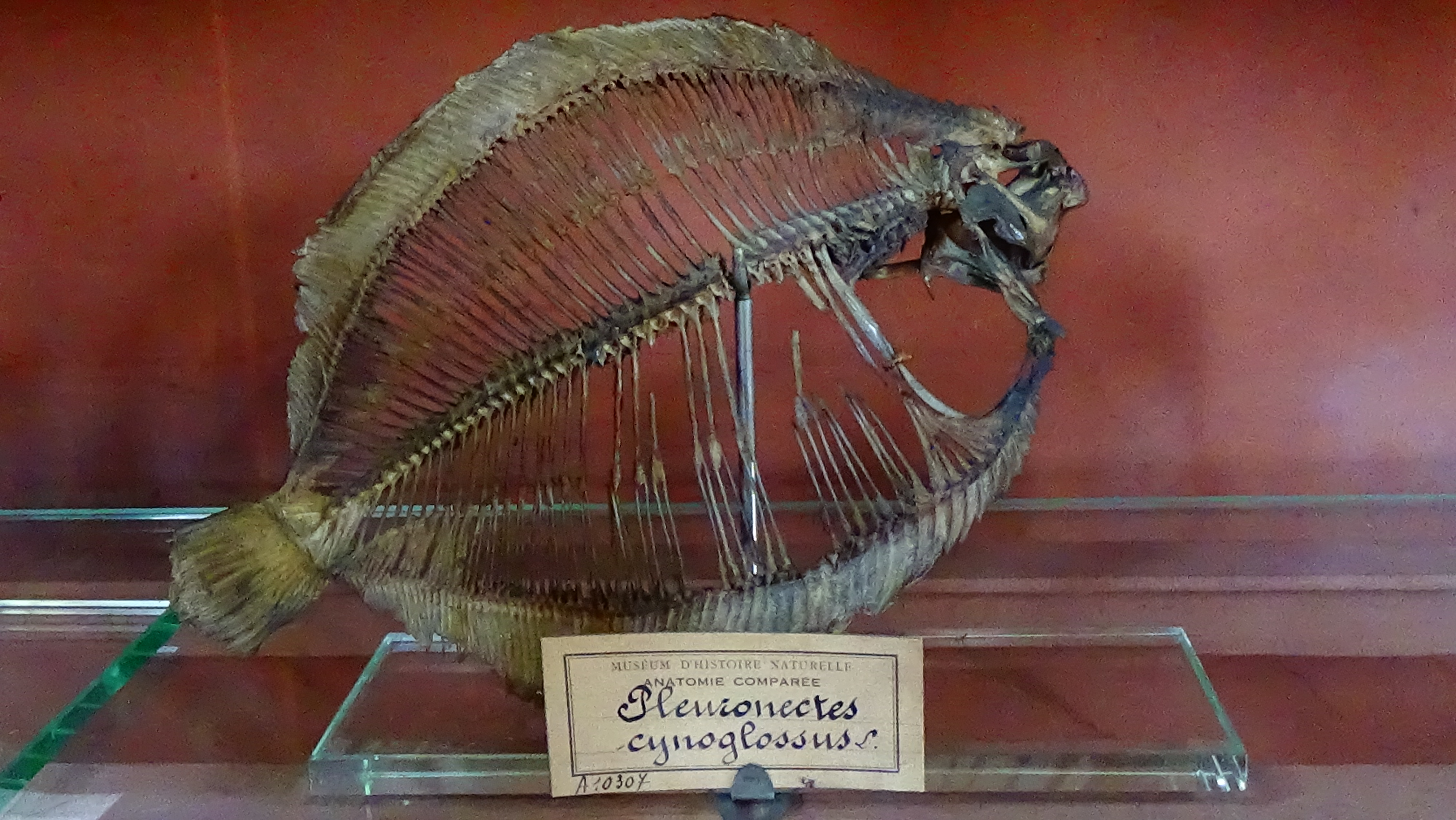
Glyptocephalus cynoglossus - (Pleuronectes cynoglossus) - squelette MNHN Paris.

Poisson plat très comprimé latéralement, dextre (droitier), pouvant atteindre une taille de 55 cm. Son flanc droit est brun grisâtre avec parfois des bandes transversales foncées; la membrane de sa nageoire pectorale droite tend vers le noir; son flanc gauche (côté aveugle) est blanc grisâtre parsemé de minuscules points foncés. Le côté gauche de sa tête porte une douzaine de fosse muqueuse profondes. Sa petite tête rentre 6 fois dans sa longueur totale.

## Pêche
Elle se pêche à la ligne morte, au fond, idéalement à 4-10 mètres de profondeur. Les appâts naturels (lombric, crevette, vers) attachés sur un poids de 30g donnent de bons résultats lorsque la plie est omniprésente.

## Alimentation
La Plie grise donne de minces filets allongés. Sa chair blanche, délicate, très rarement parasitée et son fin parfum en font une espèce très prisée. Les expressions de "reine des plies" ou de "Cadillac des plies" sont justifiées. Une simple façon de la préparer à la poêle consiste à la tremper dans l'œuf.

## Galerie

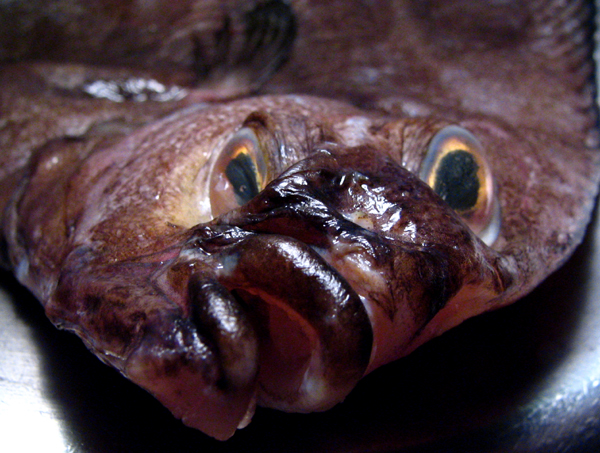
Plie grise décongelée (Îles-de-la-Madeleine 2006).